# Ihor Snurnicyn
Ihor Serhijowycz Snurnicyn, ukr. Ігор Сергійович Снурніцин (ur. 7 marca 2000 w Dokuczajewsku) – ukraiński piłkarz, grający na pozycji obrońcy.

## Kariera piłkarska

### Kariera klubowa
Wychowanek klubów Olimpik-UOR Donieck i Torpedo-WUFK Mikołajów, barwy których bronił w juniorskich mistrzostwach Ukrainy (DJuFL). 20 maja 2017 roku rozpoczął karierę piłkarską w młodzieżowej drużynie Olimpika Donieck, a 15 kwietnia 2018 debiutował w podstawowym składzie Olimpik Donieck. Następnie klub podpisał nowy 5-letni kontrakt.

### Kariera reprezentacyjna
Występował w juniorskich reprezentacjach U-16, U-17, U-18 oraz U-19. Od 2018 bronił barw młodzieżowej reprezentacji Ukrainy.

## Sukcesy i odznaczenia

### Sukcesy reprezentacyjne
- Mistrzostwo świata U-20: 2019

### Odznaczenia
- Order „Za zasługi” III Klasy – 2019[2]
- tytuł Mistrza Sportu Ukrainy – 2019